# صندوق جهانی طبیعت

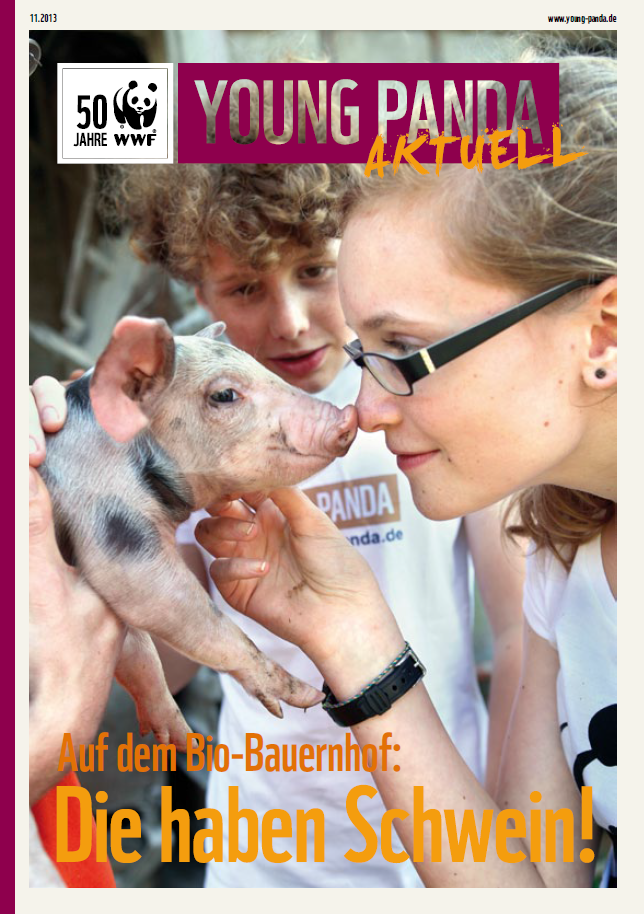
صندوق جهانی طبیعت

صندوق جهانی طبیعت یا بنیاد جهانی طبیعت (به انگلیسی: World Wide Fund for Nature)، بزرگ‌ترین اتحادیه بین‌المللی در زمینه حفاظت از محیط زیست است که در سال ۱۹۶۱ در کشور سوئیس تأسیس شد. در حال حاضر حدود ۴۰۰۰ نفر در نزدیک به ۱۰۰ کشور جهان برای این اتحادیه مشغول به کار هستند و بیش از ۲۰۰۰ پروژه را به عهده دارند. بیشتر از پنج میلیون نفر نیز در سراسر جهان از این اتحادیه حمایت می‌کنند.

## تاریخچه
ایده ایجاد بنیاد جهانی طبیعت برای حمایت از حیوانات در حال انقراض، پیشنهادی بود که رسماً توسط ویکتور استولان به سر جولیان هاکسلی در پاسخ به مقالاتی بود که او در روزنامه بریتانیایی آبزرور منتشر نمود. شخصی که از تجربه سی سال پیوند روشنفکران ترقی‌خواه با کسب و کار بزرگ در اتاق فکر برنامه‌ریزی سیاسی و اقتصادی برخوردار بود.